# 薩魯阿語
薩魯阿語（英語：Sarua，亦稱Sarwa、Saroua）是一種亞非語系語言，主要於查德西南部使用。

## 註解
1. ↑  薩魯阿語于《民族语》的链接（第18版，2015年）
2. ↑  Hammarström, Harald; Forkel, Robert; Haspelmath, Martin; Bank, Sebastian (编). . . Jena: Max Planck Institute for the Science of Human History. 2016.